# Rivula inconspicua
Rivula inconspicua là một loài bướm đêm trong họ Erebidae.